# Suimanga de Sumba
El suimanga de Sumba (Cinnyris buettikoferi) és un ocell de la família dels nectarínids (Nectariniidae).

## Hàbitat i distribució
Viu als clars del bosc, vegetació secundària i terres de conreu del sud-oest de l'illa de Sumba, a les illes Petites de la Sonda.